# Malfelis badwaterensis
Il malfelide (Malfelis badwaterensis) è un mammifero estinto, appartenente agli ossienodonti. Visse nell'Eocene medio (circa 50 - 46 milioni di anni fa) e i suoi resti fossili sono stati ritrovati in Nordamerica.

## Descrizione
Questo animale è noto solo grazie a un cranio quasi completo e a un frammento di mandibola, tuttavia grazie al raffronto con altri animali simili e meglio conosciuti (ad esempio Patriofelis) è possibile ipotizzarne l'aspetto. Come Patriofelis, anche Malfelis doveva essere un grosso carnivoro dalle zampe corte e il corpo robusto, probabilmente dotato di una lunga coda. È possibile che superasse i 2 metri di lunghezza, coda compresa. Il cranio era molto robusto e dotato di una regione facciale molto corta. Malfelis possedeva una combinazione di caratteristiche che lo distinguevano da qualunque altro ossienodonte: era presente un primo premolare superiore e il secondo molare superiore era ridotto, mentre il complesso dei denti carnassiali possedeva protoconi ridotti e il secondo e il terzo premolare erano semplificati e molto taglienti; il primo molare superiore, inoltre, era dotato di metacono e paracono uniti e di una lama metastilare.

## Classificazione
Malfelis badwaterensis venne descritto per la prima volta nel 2007, sulla base di resti fossili ritrovati nella formazione Wind River, nella zona di Davis Ranch in Wyoming. Le caratteristiche dentarie, che includono una lama metastilare del primo molare ben sviluppata, un secondo molare ridotto e la perdita del terzo molare, indicano che Malfelis era un rappresentante degli ossienodonti, un gruppo di mammiferi dalle spiccate attitudini carnivore sviluppatisi nel corso del Paleocene e dell'Eocene. In particolare, sembra che le parentele più strette all'interno del gruppo fossero con altri rappresentanti della sottofamiglia Oxyaeninae, come il già citato Patriofelis e il genere eponimo Oxyaena.

## Paleoecologia
La località di Davis Ranch ha restituito circa 80 specie di mammiferi dell'Eocene medio; tra questi, probabilmente Malfelis era il più grande, e doveva ricoprire il ruolo ecologico di superpredatore.